# مطبخ أمازيغي
يعد المطبخ الأمازيغي أو المطبخ البربري (بالإنجليزية: Berber cuisine)‏ من الأطعمة التقليدية ذات التاريخ المتنوع وتأثيرات النكهات العديدة من مناطق مختلفة في جميع أنحاء شمال إفريقيا، يستمد المطبخ التقليدي التأثيرات من جبال الأطلس في المغرب والمدن والمناطق البربرية المكتظة بالسكان، وكذلك المدن والمناطق البربرية في الجزائر.
المطبخ البربري يختلف من منطقة إلى أخرى داخل شمال إفريقيا. لهذا السبب، يتمتع كل طبق بهوية مميزة وفريدة وفقا للمنطقة المحددة التي نشأ منها في شمال إفريقيا، مع بعض الأطباق التي يقدر عمرها بأكثر من ألف عام. زيان من منطقة خنيفرة حول الأطلس المتوسط تتمتع بمأكولات من البساطة الرائعة، يعتمد بشكل أساسي على الذرة والشعير وحليب النعجة وجبن الماعز والزبدة والعسل واللحوم والألعاب. تشمل الاستعدادات الشعبية الأصيلة للبربرية للمطبخ التونسي والمغربي والجزائري والليبيوالكسكس و والمرقاز والعصيدة واللبلابي والهريسة والمقروض و والسفنج والحريشة.

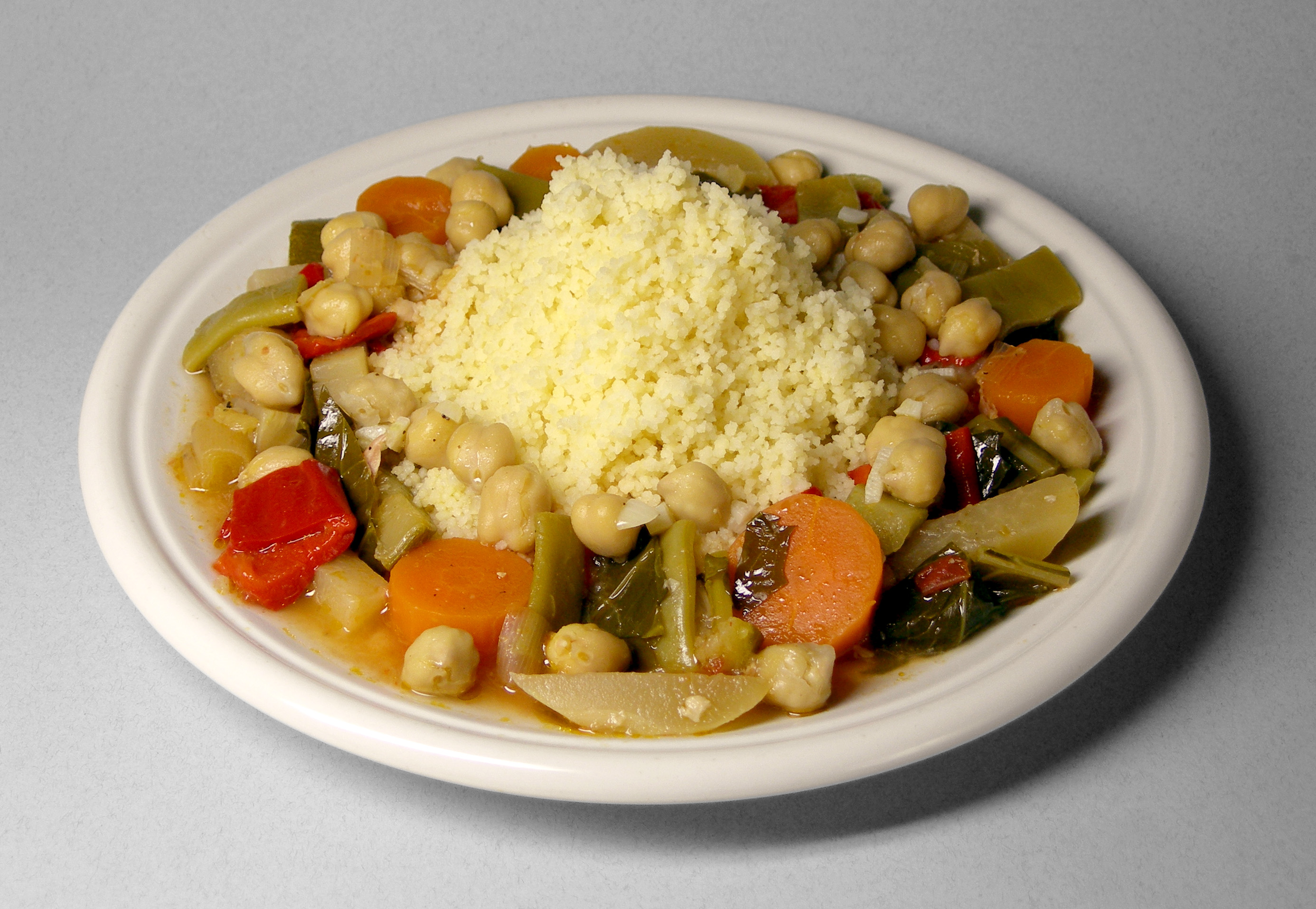
كسكس مغربي مع خضار

تشمل الأطعمة والأطباق البربرية ما يلي:
- بوشيار (رقاقة رقيقة بدون خميرة منقوعة بالزبدة والعسل الطبيعي).
- الخبز المصنوع من الخميرة التقليدية.
- الكسكس، طبق يتمتع بها في جميع أنحاء العالم.
- شخشوخة، طبق شاوي مصنوع من الخبز المسطح يتم تناوله في المناسبات.
- أكناف أو شواء لحم الضأن - خروف كامل مشوي في أفران حرفية مصممة خصيصا لهذا الاستخدام، يتم تغليف الأغنام بالزبدة الطبيعية، مما يجعلها أكثر طعما، تم تصميم هذا الطبق بشكل أساسي ليتم تقديمه في الاحتفالات.

- مرقاز، النقانق الحار غالبا ما تقدم مع الحمل.
- ماميتا مقلاة مليئة بأنواع مختلفة من الخضروات واللحوم والكثير من بلحم الضأن والخوخ بالكراميل.
- طاجن مع خوخ.
- طاجن مع البقوليات والهندباء الأنديفية.
- الحرشة (تحتوي على مخلفاتها: دماغ ، كروث، رئة، قلب، يتم لف هذه المكونات الأمعاء بعصا من البلوط ويطهى على الجمر).
- الحلاوة البربرية